# Timea aurantiaca
Timea aurantiaca är en svampdjursart som beskrevs av Patricia R. Bergquist 1968. Timea aurantiaca ingår i släktet Timea och familjen Timeidae.
Artens utbredningsområde är havet kring Nya Zeeland. Inga underarter finns listade i Catalogue of Life.